# Relations entre la Corée du Nord et la Roumanie
Les relations Corée du Nord-Roumanie sont les relations bilatérales entre la Roumanie et la Corée du Nord. La république populaire démocratique de Corée et la Roumanie entretiennent des relations limitées depuis la révolution roumaine de décembre 1989. Les relations entre les deux pays ont commencé le 26 octobre 1948, lorsque la Roumanie faisait partie du bloc de l'Est. La Roumanie a une ambassade à Pyongyang et la Corée du Nord a une ambassade à Bucarest.

## Aperçu historique
La République populaire roumaine a officiellement reconnu la république populaire démocratique de Corée le 26 octobre 1948 comme le seul gouvernement légitime de toute la péninsule coréenne. Les deux pays étaient alliés pendant la guerre de Corée au début des années 1950. Dans les années suivantes, les deux pays ont eu peu de contacts.

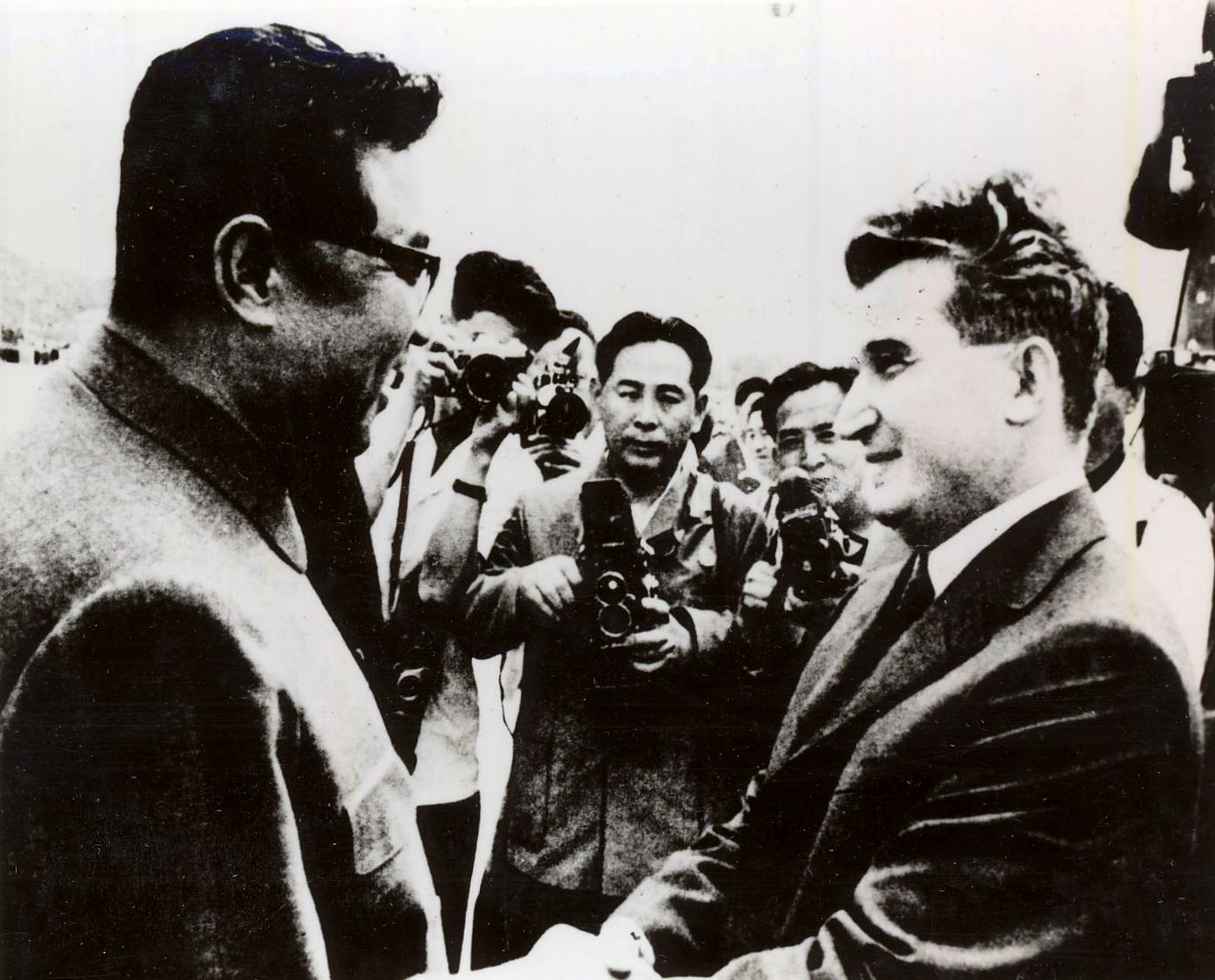
Ceaușescu rencontre Kim Il-sung le 15 juin 1971

Le 15 juin 1971, le président de la nouvelle république socialiste de Roumanie, Nicolae Ceaușescu, visite la Corée du Nord. Il s'est beaucoup intéressé à l'idée d'une transformation nationale totale telle qu'incarnée dans les programmes du Parti des travailleurs de Corée. Il s'est également inspiré du culte de la personnalité de Kim Il-sung. Selon le journaliste britannique Edward Behr, Ceaușescu admirait Kim en tant que leader parce qu'il dominait sa nation et s'était libéré du contrôle soviétique, combinant des méthodes totalitaires avec des idéologies ultra-nationalistes et communistes. Behr a écrit que la possibilité de « vastes villages Potemkine pour tromper des invités étrangers crédules » que Ceaușescu avait vu en Corée du Nord était quelque chose qui ne semblait jamais lui avoir traversé l'esprit auparavant.
À son retour en Roumanie, Ceaușescu a commencé à imiter le système nord-coréen, influencé par la philosophie Juche de Kim Il-sung. Il a publié les Thèses de juillet, un ensemble de propositions qui ont resserré le contrôle du gouvernement sur les médias roumains, promu le nationalisme et intensifié son culte de la personnalité. Des livres nord-coréens sur le Juche ont été traduits en roumain et largement diffusés à l'intérieur du pays. Les militaires des deux pays ont commencé à coopérer sur des questions sensibles. Dans le même temps, la Roumanie se rapproche des États-Unis. En 1973, la Corée du Nord a tenté d'utiliser la Roumanie comme intermédiaire avec les États-Unis, mais les diplomates roumains ne voulaient pas nuire à leurs relations en développement avec les États-Unis.
En 1978, la peintre roumaine Doina Bumbea a été enlevée par le gouvernement nord-coréen. C'était peut-être dans l'intention de fournir aux transfuges américains dans le pays des épouses non coréennes pour éviter la naissance de Coréens ethniquement mixtes. Les responsables roumains et les institutions gouvernementales ont été informés du cas de Bumbea, mais ils n'y ont pas accordé beaucoup d'importance.

## Roumanie post-communiste

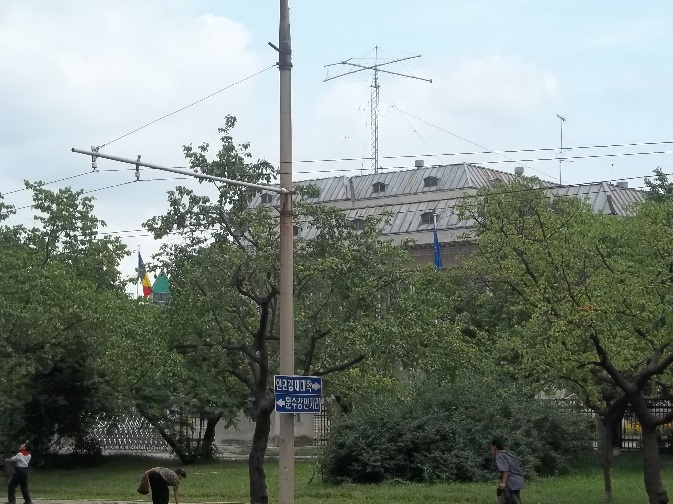
Ambassade de Roumanie à Pyongyang

Les relations entre la Corée du Nord et la Roumanie se sont tendues après la chute du gouvernement communiste roumain. L'exécution de Ceausescu pendant la révolution roumaine de 1989 et la dissolution de l'Union soviétique en 1991 ont conduit la Roumanie à rejeter l'idéologie totalitaire que le gouvernement nord-coréen continue de promouvoir. La Roumanie s'est alliée avec des nations hostiles à la Corée du Nord : elle a établi avec la république de Corée (Corée du Sud) le 30 mars 1990, est entrée dans l'OTAN en 2004 et a rejoint l'Union européenne en 2007. Cependant, il continue d'entretenir des liens dans le domaine de l'éducation.
En 2016, le ministère roumain des Affaires étrangères a réagi au test de la bombe à hydrogène de la Corée du Nord qui a eu lieu en janvier avec une déclaration préoccupante selon laquelle ce test posait "... un défi à la paix et à la sécurité dans la région".
En octobre 2021, la Roumanie a fermé son ambassade en Corée du Nord, peut-être seulement temporairement, à la suite des mesures strictes de confinement de la pandémie de COVID-19 prises par le gouvernement nord-coréen qui ont rendu le fonctionnement de l'ambassade et l'entrée et la sortie du pays hautement compliqué. Avant cela, la Roumanie était le seul pays de l'Union européenne à avoir une ambassade diplomatique en Corée du Nord. L'ambassade peut ne pas rouvrir en raison des coûts d'entretien élevés.